# Жиданов (Ямпольский район)
Жиданов (укр. Жиданів) — село, Шатрищенский сельский совет,
Ямпольский район, Сумская область, Украина.
Население по данным 1986 года составляло 10 человек.
Село ликвидировано в ? году.

## Географическое положение
Село Жиданов находится на правом берегу реки Ивотка,
выше по течению на расстоянии в 2 км расположено село Папирня.
Село окружено большим лесным массивом (сосна).

## История
- ? — село ликвидировано.